# 500-as vasúti fővonal
A 500-as vasúti fővonal Románia egyik vasúti fővonala a Bukarest, Ploiești, Bodzavásár, Foksány, Egyedhalma, Roman, Páskán és Szucsáva nyomvonalon, 488 km hosszan. A vonal 15 vasútvonalból áll, melyen 34 állomás található.

## Mellékvonalak
- 500 Bukarest (észak) – Ploiești (dél) – Egyedhalma – Páskán – Szucsáva – Vicşani (488 km)[1]
- 501 Egyedhalma – Kománfalva – Gyimesbükk – Madéfalva (150 km)
- 502 Szucsáva – Vama – Floreni – Kisilva (191)
- 504 Bodzavásár – Nehoiaşu (73 km)
- 507 Mărășești – Panciu (18 km)
- 509 Bákó – Karácsonkő – Békás (86 km)
- 510 Dolhasca – Falticsén (26 km)
- 511 Verești – Botosán (44 km)
- 512 Leorda – Dorohoj (22 km)
- 513 Szucsáva – Gura Humorului (45 km)
- 514 Vama – Moldoviţa (20 km)
- 515 Dorneşti – Gura Putnei – Putna – Nisipitu (59 km)
- 516 Floreni – Dornişoara (22 km)
- 517 Páskán – Németvásár (31 km)
- 518 Dorneşti – Szeretvásár (16 km)